# Erwin Koppe
Erwin Koppe (* 29. März 1938 in Rosenheim) ist ein ehemaliger deutscher Geräteturner.
Er nahm 1960 und 1964 an den Olympischen Spielen teil und gewann mit der gesamtdeutschen Mannschaft bei den Spielen 1964 in Tokio eine Bronzemedaille im Mannschaftsmehrkampf. Zwei Jahre später belegte er mit der DDR-Mannschaft den dritten Platz im Mannschaftsmehrkampf bei den Turnweltmeisterschaften.
Nachdem er 1957 aus der Bundesrepublik in die DDR übergesiedelt war, errang er bei DDR-Meisterschaften 1959, 1962 und 1964 den Einzeltitel im Mehrkampf. Darüber hinaus wurde er 1959 und 1964 DDR-Meister im Ringeturnen, 1959, 1960, 1962 und 1964 am Barren sowie 1960, 1962 und 1963 am Reck. Sein Heimatverein war der SC DHfK Leipzig, sein Trainer dort war Rudolf Schumacher.